# Norajr Arakeljan
Norajr Hunani Arakeljan (armenisch Նորայր Հունանի Առաքելյան; russisch Норайр Унанович Аракелян / Norair Unanowitsch Arakeljan; englisch Norair Arakelian; * 17. Juli 1936 in Jerewan, Armenische SSR, Transkaukasische SFSR, Sowjetunion; † vor oder am 28. Dezember 2023 in Jerewan, Republik Armenien) war ein sowjetischer und armenischer Mathematiker und Hochschullehrer. Er forschte auf dem Gebiet der Funktionentheorie und der Approximationstheorie. Eine Reihe mathematischer Fachausdrücke sind mit seinem Namen verbunden: Arakelianischer Approximationssatz, Arakelianmenge, Arakelianischer Handschuh.

## Leben und Werk
Arakeljan studierte von 1953 bis 1962 an der Staatlichen Universität Jerewan Mathematik und Physik, wo er 1962 bei Mchitar Dschrbaschjan promovierte mit der Dissertation: Uniform and Tangential Approximations By Entire Functions in The Complex Domain. Nach seiner Studienzeit in Jerewan arbeitete er am Steklow-Institut für Mathematik in Moskau. Hier begannen seine Forschungen zur Approximationstheorie in der Schule unter Mstislaw Keldysch. In dieser Zeit schrieb er seine zweite Dissertation: Some Questions of approximation theory and the Theory of Entire Functions, für die ihm 1970 der Doctor of Science verliehen wurde.
Von 1959 bis 1971 war er Junior und Senior Scientific Researcher am Institute of Mathematics and Mechanics der Armenischen Nationalen Akademie der Wissenschaften, anschließend forschte er dort bis 1978 weiter als Senior Scientific Researcher. Danach war er bis 1991 und erneut von 1997 bis 2004 Head of the Department of Approximation Theory. 2005 wurde er Head of the Department of Complex Analysis am Institute of Mathematics der Armenischen Nationalen Akademie der Wissenschaften.
Von 1974 bis 1989 war er Vize-Direktor des Mathematischen Institutes der Armenischen Akademie der Wissenschaften, von 1991 bis 1993 Rektor der Staatlichen Universität Jerewan und von 1994 bis 1997 Präsident der Vereinigung Armenischer Mathematiker. Er forschte als Gastwissenschaftler 1981 und 1994 an der Universität Montreal in Kanada, 1997 und 1999 an der Königlichen Technischen Hochschule in Stockholm, 1999 an der Universität Bordeaux in Frankreich, 1998 an der Universität Oldenburg sowie 2001 und 2006 an der Universität Trier in Deutschland. 2000 war er Co-director des NATO Advanced Study Institute in Montreal. 1970 war er eingeladener Redner in Nizza, 1974 war er Mitglied des Panel ‘Complex Analysis’ auf dem  Internationalen Mathematikerkongress in Vancouver und 1983 in Warschau. Von 1991 bis 1994 war er im Präsidium der National Academy of Sciences of Armenia.
Arakeljan wurde mehrfach die Möglichkeit angeboten an Universitäten in Kanada oder in den Vereinigten Staaten zu arbeiten, trotzdem forschte er weiter in Armenien, um eigene mathematische Inspirationen mit jungen Wissenschaftlern seiner Heimat zu teilen.
Er starb im Dezember 2023 im Alter von 87 Jahren.

## Auszeichnungen
- 1969–1970: Komsomol-Preis der Sowjetunion und Goldmedaillengewinner in Mathematik[4]
- 2003: Auszeichnung vom Präsidenten der Republik Armenien mit eigens für ihn neu geschaffenem Verdienstorden, dessen Urkunde die Nummer 0001 trägt
- 2004: Ehrendoktorwürde der Universität Trier

## Ämter
- 1991–1994: Präsidium der Nationalen Akademie der Wissenschaften Armeniens
- 1970–1980: Redaktion der Zeitschrift Matematicheskie Zametki
- Redaktion der Zeitschrift Matematika
- Redaktion der internationalen Zeitschrift Analysis
- Präsident des Fonds Forschungsmathematik in Armenien
- 1994–1997: Präsident der Armenischen Mathematischen Union[4]

## Veröffentlichungen (Auswahl)
- mit P. M. Gauthier: Approximation, Complex Analysis, and Potential Theory, In: Nato Science Series II, Band 137, 2001, ISBN 978-1402000287.
- mit V. Martirosyan: Power series: Analytic continuation and location of singularities, Russian, University Press, Yerevan, 1991.
- On efficient analytic continuation of power series. In: Mat. Sb. Neue Folge, Band 124, 1984.
- A problem of Nevanlinna, Mat. Zametki, 1968.
- Uniform approximation on closed sets by entire functions, Izv. Akad. Nauk SSSR Ser. Mat., 28, 1964.